# NGC 2798
NGC 2798 (również PGC 26232 lub UGC 4905) – galaktyka spiralna z poprzeczką (SBa/P), znajdująca się w gwiazdozbiorze Rysia. Odkrył ją William Herschel 14 stycznia 1788 roku. Oddziałuje grawitacyjnie z sąsiednią NGC 2799, obie te galaktyki stanowią obiekt Arp 283 w Atlasie Osobliwych Galaktyk.